# آندرانوبوکا
آندرانوبوکا (به لاتین: Andranoboka) یک منطقهٔ مسکونی در ماداگاسکار است که در ماهاجانگا دوم واقع شده‌است. آندرانوبوکا ۴٬۰۰۰ نفر جمعیت دارد و ۱۳ متر بالاتر از سطح دریا واقع شده‌است.